# Unicodeblock Phagspa
Der Unicodeblock Phagspa (engl. Phags-pa, U+A840 bis U+A87F) enthält die Schriftzeichen der Phagspa-Schrift oder „Quadratschrift“, einer von Phagspa Lama im Auftrag von Kublai Khan ausgearbeiteten und im 13. und 14. Jahrhundert benutzten Schrift, die auf der Brahmi-Schrift basierte.

## Tabelle
| Unicodenummer  | Zeichen (400 %) | Kategorie                               | Bidirektionale Klasse     | Offizielle Bezeichnung        | Beschreibung                                 |
| -------------- | --------------- | --------------------------------------- | ------------------------- | ----------------------------- | -------------------------------------------- |
| U+A840 (43072) | ꡀ               | anderer Buchstabe, Silbe oder Ideogramm | links nach rechts         | PHAGS-PA LETTER KA            | Phagspa-Schriftzeichen Ka                    |
| U+A841 (43073) | ꡁ               | anderer Buchstabe, Silbe oder Ideogramm | links nach rechts         | PHAGS-PA LETTER KHA           | Phagspa-Schriftzeichen Kha                   |
| U+A842 (43074) | ꡂ               | anderer Buchstabe, Silbe oder Ideogramm | links nach rechts         | PHAGS-PA LETTER GA            | Phagspa-Schriftzeichen Ga                    |
| U+A843 (43075) | ꡃ               | anderer Buchstabe, Silbe oder Ideogramm | links nach rechts         | PHAGS-PA LETTER NGA           | Phagspa-Schriftzeichen Nga                   |
| U+A844 (43076) | ꡄ               | anderer Buchstabe, Silbe oder Ideogramm | links nach rechts         | PHAGS-PA LETTER CA            | Phagspa-Schriftzeichen Ca                    |
| U+A845 (43077) | ꡅ               | anderer Buchstabe, Silbe oder Ideogramm | links nach rechts         | PHAGS-PA LETTER CHA           | Phagspa-Schriftzeichen Cha                   |
| U+A846 (43078) | ꡆ               | anderer Buchstabe, Silbe oder Ideogramm | links nach rechts         | PHAGS-PA LETTER JA            | Phagspa-Schriftzeichen Ja                    |
| U+A847 (43079) | ꡇ               | anderer Buchstabe, Silbe oder Ideogramm | links nach rechts         | PHAGS-PA LETTER NYA           | Phagspa-Schriftzeichen Nya                   |
| U+A848 (43080) | ꡈ               | anderer Buchstabe, Silbe oder Ideogramm | links nach rechts         | PHAGS-PA LETTER TA            | Phagspa-Schriftzeichen Ta                    |
| U+A849 (43081) | ꡉ               | anderer Buchstabe, Silbe oder Ideogramm | links nach rechts         | PHAGS-PA LETTER THA           | Phagspa-Schriftzeichen Tha                   |
| U+A84A (43082) | ꡊ               | anderer Buchstabe, Silbe oder Ideogramm | links nach rechts         | PHAGS-PA LETTER DA            | Phagspa-Schriftzeichen Da                    |
| U+A84B (43083) | ꡋ               | anderer Buchstabe, Silbe oder Ideogramm | links nach rechts         | PHAGS-PA LETTER NA            | Phagspa-Schriftzeichen Na                    |
| U+A84C (43084) | ꡌ               | anderer Buchstabe, Silbe oder Ideogramm | links nach rechts         | PHAGS-PA LETTER PA            | Phagspa-Schriftzeichen Pa                    |
| U+A84D (43085) | ꡍ               | anderer Buchstabe, Silbe oder Ideogramm | links nach rechts         | PHAGS-PA LETTER PHA           | Phagspa-Schriftzeichen Pha                   |
| U+A84E (43086) | ꡎ               | anderer Buchstabe, Silbe oder Ideogramm | links nach rechts         | PHAGS-PA LETTER BA            | Phagspa-Schriftzeichen Ba                    |
| U+A84F (43087) | ꡏ               | anderer Buchstabe, Silbe oder Ideogramm | links nach rechts         | PHAGS-PA LETTER MA            | Phagspa-Schriftzeichen Ma                    |
| U+A850 (43088) | ꡐ               | anderer Buchstabe, Silbe oder Ideogramm | links nach rechts         | PHAGS-PA LETTER TSA           | Phagspa-Schriftzeichen Tsa                   |
| U+A851 (43089) | ꡑ               | anderer Buchstabe, Silbe oder Ideogramm | links nach rechts         | PHAGS-PA LETTER TSHA          | Phagspa-Schriftzeichen Tsha                  |
| U+A852 (43090) | ꡒ               | anderer Buchstabe, Silbe oder Ideogramm | links nach rechts         | PHAGS-PA LETTER DZA           | Phagspa-Schriftzeichen Dza                   |
| U+A853 (43091) | ꡓ               | anderer Buchstabe, Silbe oder Ideogramm | links nach rechts         | PHAGS-PA LETTER WA            | Phagspa-Schriftzeichen Wa                    |
| U+A854 (43092) | ꡔ               | anderer Buchstabe, Silbe oder Ideogramm | links nach rechts         | PHAGS-PA LETTER ZHA           | Phagspa-Schriftzeichen Zha                   |
| U+A855 (43093) | ꡕ               | anderer Buchstabe, Silbe oder Ideogramm | links nach rechts         | PHAGS-PA LETTER ZA            | Phagspa-Schriftzeichen Za                    |
| U+A856 (43094) | ꡖ               | anderer Buchstabe, Silbe oder Ideogramm | links nach rechts         | PHAGS-PA LETTER SMALL A       | Phagspa-Schriftzeichen kleines a             |
| U+A857 (43095) | ꡗ               | anderer Buchstabe, Silbe oder Ideogramm | links nach rechts         | PHAGS-PA LETTER YA            | Phagspa-Schriftzeichen Ya                    |
| U+A858 (43096) | ꡘ               | anderer Buchstabe, Silbe oder Ideogramm | links nach rechts         | PHAGS-PA LETTER RA            | Phagspa-Schriftzeichen Ra                    |
| U+A859 (43097) | ꡙ               | anderer Buchstabe, Silbe oder Ideogramm | links nach rechts         | PHAGS-PA LETTER LA            | Phagspa-Schriftzeichen La                    |
| U+A85A (43098) | ꡚ               | anderer Buchstabe, Silbe oder Ideogramm | links nach rechts         | PHAGS-PA LETTER SHA           | Phagspa-Schriftzeichen Sha                   |
| U+A85B (43099) | ꡛ               | anderer Buchstabe, Silbe oder Ideogramm | links nach rechts         | PHAGS-PA LETTER SA            | Phagspa-Schriftzeichen Sa                    |
| U+A85C (43100) | ꡜ               | anderer Buchstabe, Silbe oder Ideogramm | links nach rechts         | PHAGS-PA LETTER HA            | Phagspa-Schriftzeichen Ha                    |
| U+A85D (43101) | ꡝ               | anderer Buchstabe, Silbe oder Ideogramm | links nach rechts         | PHAGS-PA LETTER A             | Phagspa-Schriftzeichen A                     |
| U+A85E (43102) | ꡞ               | anderer Buchstabe, Silbe oder Ideogramm | links nach rechts         | PHAGS-PA LETTER I             | Phagspa-Schriftzeichen I                     |
| U+A85F (43103) | ꡟ               | anderer Buchstabe, Silbe oder Ideogramm | links nach rechts         | PHAGS-PA LETTER U             | Phagspa-Schriftzeichen U                     |
| U+A860 (43104) | ꡠ               | anderer Buchstabe, Silbe oder Ideogramm | links nach rechts         | PHAGS-PA LETTER E             | Phagspa-Schriftzeichen E                     |
| U+A861 (43105) | ꡡ               | anderer Buchstabe, Silbe oder Ideogramm | links nach rechts         | PHAGS-PA LETTER O             | Phagspa-Schriftzeichen O                     |
| U+A862 (43106) | ꡢ               | anderer Buchstabe, Silbe oder Ideogramm | links nach rechts         | PHAGS-PA LETTER QA            | Phagspa-Schriftzeichen Qa                    |
| U+A863 (43107) | ꡣ               | anderer Buchstabe, Silbe oder Ideogramm | links nach rechts         | PHAGS-PA LETTER XA            | Phagspa-Schriftzeichen Xa                    |
| U+A864 (43108) | ꡤ               | anderer Buchstabe, Silbe oder Ideogramm | links nach rechts         | PHAGS-PA LETTER FA            | Phagspa-Schriftzeichen Fa                    |
| U+A865 (43109) | ꡥ               | anderer Buchstabe, Silbe oder Ideogramm | links nach rechts         | PHAGS-PA LETTER GGA           | Phagspa-Schriftzeichen Gga                   |
| U+A866 (43110) | ꡦ               | anderer Buchstabe, Silbe oder Ideogramm | links nach rechts         | PHAGS-PA LETTER EE            | Phagspa-Schriftzeichen Ee                    |
| U+A867 (43111) | ꡧ               | anderer Buchstabe, Silbe oder Ideogramm | links nach rechts         | PHAGS-PA SUBJOINED LETTER WA  | Phagspa-Schriftzeichen tiefgestelltes Wa     |
| U+A868 (43112) | ꡨ               | anderer Buchstabe, Silbe oder Ideogramm | links nach rechts         | PHAGS-PA SUBJOINED LETTER YA  | Phagspa-Schriftzeichen tiefgestelltes Ya     |
| U+A869 (43113) | ꡩ               | anderer Buchstabe, Silbe oder Ideogramm | links nach rechts         | PHAGS-PA LETTER TTA           | Phagspa-Schriftzeichen Tta                   |
| U+A86A (43114) | ꡪ               | anderer Buchstabe, Silbe oder Ideogramm | links nach rechts         | PHAGS-PA LETTER TTHA          | Phagspa-Schriftzeichen Ttha                  |
| U+A86B (43115) | ꡫ               | anderer Buchstabe, Silbe oder Ideogramm | links nach rechts         | PHAGS-PA LETTER DDA           | Phagspa-Schriftzeichen Dda                   |
| U+A86C (43116) | ꡬ               | anderer Buchstabe, Silbe oder Ideogramm | links nach rechts         | PHAGS-PA LETTER NNA           | Phagspa-Schriftzeichen Nna                   |
| U+A86D (43117) | ꡭ               | anderer Buchstabe, Silbe oder Ideogramm | links nach rechts         | PHAGS-PA LETTER ALTERNATE YA  | Phagspa-Schriftzeichen alternatives Ya       |
| U+A86E (43118) | ꡮ               | anderer Buchstabe, Silbe oder Ideogramm | links nach rechts         | PHAGS-PA LETTER VOICELESS SHA | Phagspa-Schriftzeichen stimmloses Sha        |
| U+A86F (43119) | ꡯ               | anderer Buchstabe, Silbe oder Ideogramm | links nach rechts         | PHAGS-PA LETTER VOICED HA     | Phagspa-Schriftzeichen stimmhaftes Ha        |
| U+A870 (43120) | ꡰ               | anderer Buchstabe, Silbe oder Ideogramm | links nach rechts         | PHAGS-PA LETTER ASPIRATED FA  | Phagspa-Schriftzeichen aspiriertes Fa        |
| U+A871 (43121) | ꡱ               | anderer Buchstabe, Silbe oder Ideogramm | links nach rechts         | PHAGS-PA SUBJOINED LETTER RA  | Phagspa-Schriftzeichen tiefgestelltes Ra     |
| U+A872 (43122) | ꡲ               | anderer Buchstabe, Silbe oder Ideogramm | links nach rechts         | PHAGS-PA SUPERFIXED LETTER RA | Phagspa-Schriftzeichen hochgestelltes Ra     |
| U+A873 (43123) | ꡳ               | anderer Buchstabe, Silbe oder Ideogramm | links nach rechts         | PHAGS-PA LETTER CANDRABINDU   | Phagspa-Schriftzeichen Candrabindu           |
| U+A874 (43124) | ꡴               | andere Interpunktion                    | anderes neutrales Zeichen | PHAGS-PA SINGLE HEAD MARK     | Phagspa-Zeichen einfaches Textanfangszeichen |
| U+A875 (43125) | ꡵               | andere Interpunktion                    | anderes neutrales Zeichen | PHAGS-PA DOUBLE HEAD MARK     | Phagspa-Zeichen doppeltes Textanfangszeichen |
| U+A876 (43126) | ꡶               | andere Interpunktion                    | anderes neutrales Zeichen | PHAGS-PA MARK SHAD            | Phagspa-Zeichen Shad                         |
| U+A877 (43127) | ꡷               | andere Interpunktion                    | anderes neutrales Zeichen | PHAGS-PA MARK DOUBLE SHAD     | Phagspa-Zeichen Doppeltes Shad               |